# 2 Nights 2 Remember
| Оценки критиков | Оценки критиков |
| Источник        | Оценка          |
| --------------- | --------------- |
| Spirit of Rock  | 17/20           |
| Amazon          | 4,9/5           |
| Rate Your Music | 3,46/5          |
| Sputnikmusic    | 3,5/5           |
| Discogs         | 4,33/5          |
| VGMdb           | 5/5             |

2 Nights 2 Remember — второй концертный альбом группы Crush 40. Это одновременно студийный EP и концертный альбом. Первые четыре трека в альбоме — это совершенно новые студийные песни, созданные специально для EP, в то время как остальная часть альбома содержит профессиональную аудиозапись их живого выступления 2 Nights 2 Remember, с их включением, что позволяет этому альбому быть ближе к другим Живые выступления 2 Nights 2 Remember состоялись на Live Stage Guilty 29 марта 2014 года и 30 марта 2014 года.. Оба шоу были профессионально записаны и помещены на компакт-диск точно так же, как и LIVE!.
В этом релизе есть живая версия «Dangerous Ground», которая никогда не была исполнена вживую до этого. Значительная часть концерта была исключена из этого релиза и всех последующих цифровых релизов, поскольку была включена только для заполнения оставшегося места на компакт-диске, которое могло вместить только половину концерта.
Альбом содержит песни из серии Sonic the Hedgehog, а также песни из их прошлых альбомов.

## Список композиций
Вся музыка написана Дзюном Сэноуэ.
| №                   | Название                          | Длительность |
| ------------------- | --------------------------------- | ------------ |
| 1.                  | «2 Nights 2 Remember»             | 3:45         |
| 2.                  | «Big Mouth»                       | 4:45         |
| 3.                  | «Light of the Day»                | 4:32         |
| 4.                  | «Down & Dirty»                    | 4:43         |
| 5.                  | «Dangerous Ground» (Live 2N2R)    | 2:30         |
| 6.                  | «Into the Wind» (Live 2N2R)       | 3:22         |
| 7.                  | «Free» (Live 2N2R)                | 3:26         |
| 8.                  | «2 Nights 2 Remember» (Live 2N2R) | 3:43         |
| 9.                  | «Down & Dirty» (Live 2N2R)        | 4:55         |
| 10.                 | «With Me» (Live 2N2R)             | 2:38         |
| 11.                 | «Live Life» (Live 2N2R)           | 5:52         |
| 12.                 | «Knight of the Wind» (Live 2N2R)  | 3:51         |
| 13.                 | «Watch Me Fly...» (Live 2N2R)     | 5:18         |
| 14.                 | «Revvin' Up» (Live 2N2R)          | 3:11         |
| 15.                 | «Never Turn Back» (Live 2N2R)     | 4:19         |
| 16.                 | «Sonic Youth» (Live 2N2R)         | 4:09         |
| 17.                 | «What I'm Made Of...» (Live 2N2R) | 4:29         |
| Общая длительность: | Общая длительность:               | 69:28        |

## Участники записи

### Crush 40
- Дзюн Сэноуэ — гитары
- Джонни Джиоэли — вокал
- Такэси Танэда — бас-гитара
- Кацудзи Кирита — ударные

## Факты
- Это единственный релиз группы, который совмещает в себе Мини-альбом и концертный альбом.